# Calla Sundbeck
 Calla Helena Sundbäck, född 2 januari 1867 i Svenljunga församling, Älvsborgs län, död 12 december 1930 i Gränna stadsförsamling, Jönköpings län var en svensk hovfotograf, verksam i Gränna runt förra sekelskiftet. 
1893 övertog Sundbeck Carolina Grönbergs redan etablerade verksamhet i Gränna. Calla Sundbecks syster Selma flyttade också till Gränna samma år, och även hon utbildade sig till fotograf och hjälpte till i ateljén. Calla Sundbeck utbildade sig med största sannolikhet hos fotografen Mathilda Ranch i Varberg.
1908 lät Sundbeck bygga en ateljé, eller en filial, på Visingsö. I Gränna hade hon ateljén på åtminstone två olika ställen. Den längsta perioden som verksam fotograf var i Nordstedska fastigheten. Hit flyttade ateljén 1909. Detta hus ägdes för övrigt av Calla Sundbecks andra syster, Julia Blomqvist och hennes man, som drev speceriaffär i fastigheten.
Calla Sundbeck kan räknas som både samtids- och bygdefotograf, dokumentär- och porträttfotograf. Som hos många fotografer vid den här tiden var vissa fotograferingar återkommande som till exempel grupporträtt på värnpliktiga, skolklasser, bröllop, nämnder och styrelser. Calla Sundbeck fotograferade även flera kända personer såsom Oskar II, John Bauer och Ellen Key. Hennes fotografier publicerades i bland annat Herman Lundborgs Svenska folktyper, flera av Svenska Turistföreningens årsskrifter och Idun.
1921 blev Calla Sundbeck utsedd till Kunglig Hovfotograf. Hon blev rekommenderad av Grännas borgmästare Gustaf Collander.
Sundbeck var bland annat även engagerad i den kommunala politiken och valdes in som ledamot i Hälsovårdsnämnden 1921. Hon var också bostadsinspektris, där hon  uppgav olika oegentligheter som borde förbättras.
I Grenna Museums bildarkiv finns ett stort material bevarat efter Calla Sundbeck.

## Galleri

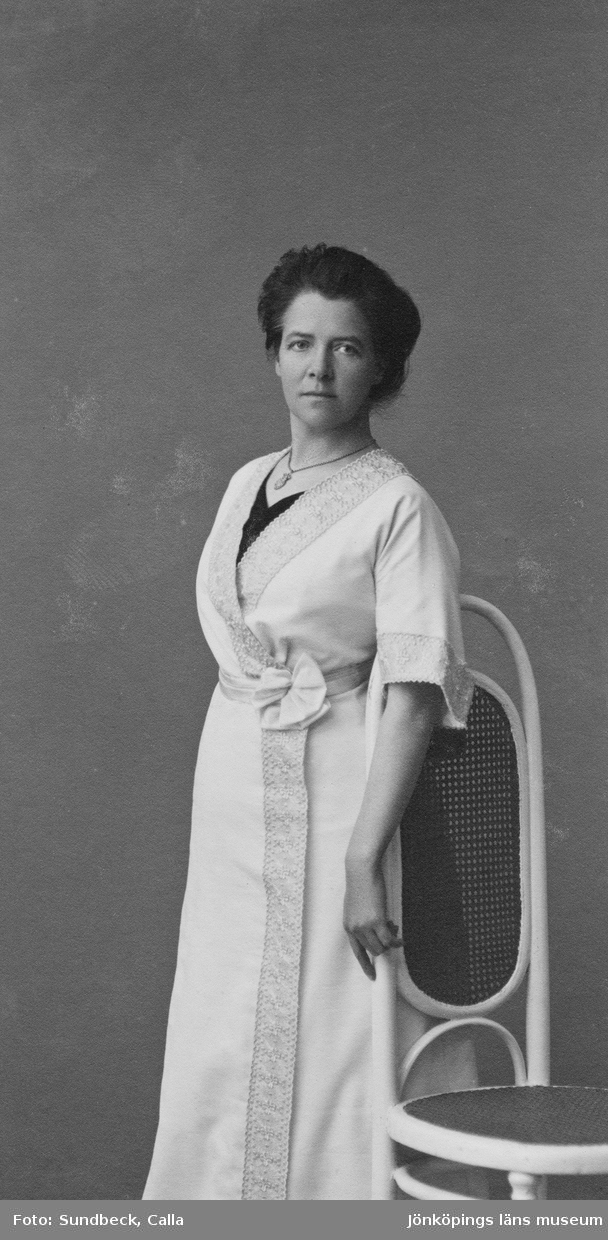
Porträtt av Fotograf Calla Sundbeck i Gränna.
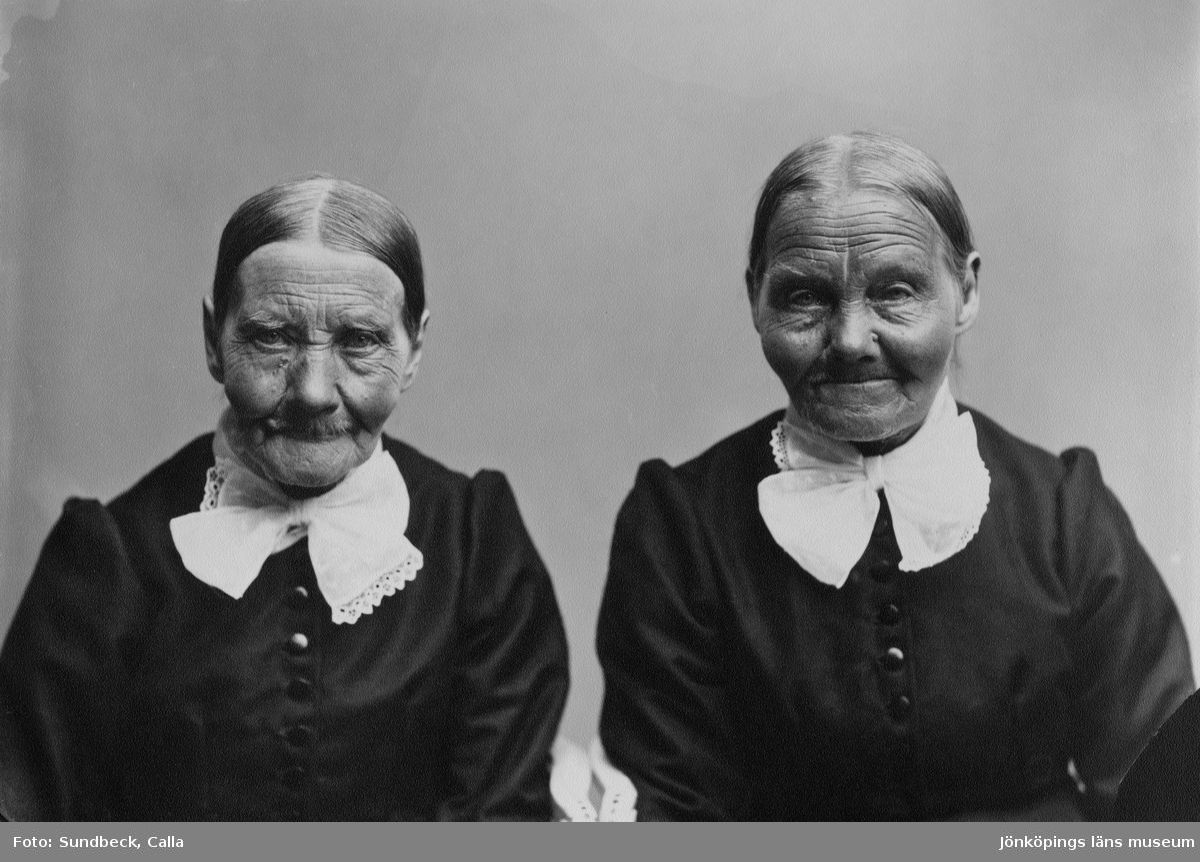
Flickorna från Trollemossen.